# Altenburger Nachrichten
Die Altenburger Nachrichten waren eine unabhängige Zeitung in Altenburg in Thüringen von 1946 bis 1950.

## Geschichte
Am 2. August 1946 erschien die erste Ausgabe der Altenburger Nachrichten für den Stadt- und Landkreis. Herausgeber war die Stadtverwaltung, verantwortlicher Redakteur der Kulturpublizist Karl-Fritz Bernhardt. Der Verlag Jonas & Co. war in der Burgstraße 3/4. Die Altenburger Nachrichten erschienen zweimal wöchentlich und kosteten 15 Pfennig. Sie waren eine der wenigen Zeitungen in der Sowjetischen Besatzungszone, die nicht von einer Partei oder Organisation herausgegeben wurden. 1948 hatte sie 8.000 Exemplare und 1949 12.000.
Die Altenburger Nachrichten berichteten vor allem über regionale Themen. Sie waren in ihrer Berichterstattung etwas freier als andere Zeitungen, mussten aber trotzdem die politischen Normen berücksichtigen. 
Am 30. Oktober 1950 erschien die letzte Ausgabe.